# Ally McBeal/Episodenliste
Diese Episodenliste enthält alle Episoden der US-amerikanischen Fernsehserie Ally McBeal, sortiert nach der US-amerikanischen Erstausstrahlung. Insgesamt wurden zwischen September 1997 und Mai 2002 112 Episoden in fünf Staffeln produziert, die in den USA wöchentlich ausgestrahlt wurden. Die Erstausstrahlung in Deutschland fand ab Anfang April 1998 auf VOX statt.

## Übersicht
| Staffel | Episodenanzahl | Erstausstrahlung USA | Erstausstrahlung USA | Deutschsprachige Erstausstrahlung | Deutschsprachige Erstausstrahlung |
| Staffel | Episodenanzahl | Staffelpremiere      | Staffelfinale        | Staffelpremiere                   | Staffelfinale                     |
| ------- | -------------- | -------------------- | -------------------- | --------------------------------- | --------------------------------- |
| 1       | 23             | 8. September 1997    | 18. Mai 1998         | 8. April 1998                     | 31. August 1999                   |
| 2       | 23             | 14. September 1998   | 24. Mai 1999         | 7. September 1999                 | 8. Februar 2000                   |
| 3       | 21             | 25. Oktober 1999     | 22. Mai 2000         | 5. September 2000                 | 6. Februar 2001                   |
| 4       | 23             | 12. Oktober 2000     | 21. Mai 2001         | 4. September 2001                 | 26. Februar 2002                  |
| 5       | 22             | 29. Oktober 2001     | 20. Mai 2002         | 29. Oktober 2002                  | 8. April 2003                     |

## Staffel 1
| Nr. (ges.) | Nr. (St.) | Deutscher Titel                 | Originaltitel          | Erstausstrahlung USA | Deutschsprachige Erstausstrahlung (D) | Regie             | Drehbuch                                             |
| ---------- | --------- | ------------------------------- | ---------------------- | -------------------- | ------------------------------------- | ----------------- | ---------------------------------------------------- |
| 1          | 1         | Am Anfang war das Feuer         | Pilot                  | 8. Sep. 1997         | 8. Apr. 1998                          | James Frawley     | David E. Kelley                                      |
| 2          | 2         | Ganz schön peinlich             | Compromising Positions | 15. Sep. 1997        | 15. Apr. 1998                         | Jonathan Pontell  | David E. Kelley                                      |
| 3          | 3         | Abserviert                      | The Kiss               | 22. Sep. 1997        | 22. Apr. 1998                         | Dennie Gordon     | David E. Kelley                                      |
| 4          | 4         | Kalt erwischt                   | The Affair             | 29. Sep. 1997        | 29. Apr. 1998                         | Arlene Sanford    | David E. Kelley                                      |
| 5          | 5         | Aufstand der Hormone            | One Hundred Tears Away | 20. Okt. 1997        | 6. Mai 1998                           | Sandy Smolan      | David E. Kelley                                      |
| 6          | 6         | Frosch bleibt Frosch            | The Promise            | 27. Okt. 1997        | 13. Mai 1998                          | Victoria Hochberg | David E. Kelley                                      |
| 7          | 7         | Wer ist hier zickig?!           | The Attitude           | 3. Nov. 1997         | 20. Mai 1998                          | Michael Schultz   | David E. Kelley                                      |
| 8          | 8         | Revierkämpfe                    | Drawing the Lines      | 10. Nov. 1997        | 27. Mai 1998                          | Mel Damski        | David E. Kelley                                      |
| 9          | 9         | Rohrkrepierer                   | The Dirty Joke         | 17. Nov. 1997        | 25. Mai 1999                          | Dan Attias        | David E. Kelley                                      |
| 10         | 10        | Zu kurz gekommen                | Boy to the World       | 1. Dez. 1997         | 1. Juni 1999                          | Thomas Schlamme   | David E. Kelley                                      |
| 11         | 11        | Drei sind keiner zuviel         | Silver Bells           | 15. Dez. 1997        | 8. Juni 1999                          | Joe Napolitano    | David E. Kelley                                      |
| 12         | 12        | Das Tier im Manne               | Cro-Magnon             | 5. Jan. 1998         | 15. Juni 1999                         | Allan Arkush      | David E. Kelley                                      |
| 13         | 13        | Bruchlandung                    | The Blame Game         | 19. Jan. 1998        | 22. Juni 1999                         | Sandy Smolan      | David E. Kelley                                      |
| 14         | 14        | Im Land des Lächelns            | Body Language          | 2. Feb. 1998         | 29. Juni 1999                         | Mel Damski        | David E. Kelley, Nicole Yorkin & Dawn Prestwich      |
| 15         | 15        | Feuchte Küsse                   | Once in a Lifetime     | 23. Feb. 1998        | 6. Juli 1999                          | Elodie Keene      | David E. Kelley Idee: David E. Kelley & Jeff Pinkner |
| 16         | 16        | Ein unmoralisches Angebot       | Forbidden Fruits       | 2. März 1998         | 13. Juli 1999                         | Jeremy Kagan      | David E. Kelley                                      |
| 17         | 17        | Schwein gehabt                  | Theme of Life          | 9. März 1998         | 20. Juli 1999                         | Dennie Gordon     | David E. Kelley                                      |
| 18         | 18        | Nahkampf                        | The Playing Field      | 16. März 1998        | 27. Juli 1999                         | Jonathan Pontell  | David E. Kelley                                      |
| 19         | 19        | Happy Birthday                  | Happy Birthday, Baby   | 6. Apr. 1998         | 3. Aug. 1999                          | Thomas Schlamme   | David E. Kelley                                      |
| 20         | 20        | Das reinste Irrenhaus           | The Inmates (1)        | 27. Apr. 1998        | 10. Aug. 1999                         | Michael Schultz   | David E. Kelley                                      |
| 21         | 21        | Volle Breitseite                | Being There            | 4. Mai 1998          | 17. Aug. 1999                         | Mel Damski        | David E. Kelley                                      |
| 22         | 22        | Kleine Hüpfer und große Sprünge | Alone Again            | 11. Mai 1998         | 24. Aug. 1999                         | Dennis Dugan      | David E. Kelley                                      |
| 23         | 23        | Herz zu verschenken             | These Are the Days     | 18. Mai 1998         | 31. Aug. 1999                         | Jonathan Pontell  | David E. Kelley                                      |

## Staffel 2
Vor der 40. Episode der Serie wurde ein Special unter dem Titel „Alles über Ally McBeal“ (The Life and Trials of Ally McBeal) produziert, welches in den USA am 22. März 1999 und in Deutschland am 15. Februar 2000 ausgestrahlt wurde. Inhalt des Specials waren Best-Of-Szenen aus allen bisher ausgestrahlten Episoden.
| Nr. (ges.) | Nr. (St.) | Deutscher Titel             | Originaltitel                | Erstausstrahlung USA | Deutschsprachige Erstausstrahlung (D) | Regie            | Drehbuch                                         |
| ---------- | --------- | --------------------------- | ---------------------------- | -------------------- | ------------------------------------- | ---------------- | ------------------------------------------------ |
| 24         | 1         | Fingerspitzengefühle        | The Real World               | 14. Sep. 1998        | 7. Sep. 1999                          | Jonathan Pontell | David E. Kelley                                  |
| 25         | 2         | Besonders pferdvoll         | They Eat Horses, Don't They? | 21. Sep. 1998        | 14. Sep. 1999                         | Mel Damski       | David E. Kelley                                  |
| 26         | 3         | Original und Fälschung      | Fools Night Out              | 28. Sep. 1998        | 21. Sep. 1999                         | Peter MacNicol   | David E. Kelley                                  |
| 27         | 4         | It's My Party               | It's My Party                | 19. Okt. 1998        | 28. Sep. 1999                         | Jace Alexander   | David E. Kelley                                  |
| 28         | 5         | Schlag auf Schlag           | Story of Love                | 26. Okt. 1998        | 5. Okt. 1999                          | Tom Moore        | David E. Kelley                                  |
| 29         | 6         | Gefährliche Liebschaften    | World's Without Love         | 2. Nov. 1998         | 12. Okt. 1999                         | Arvin Brown      | David E. Kelley                                  |
| 30         | 7         | Leichenschmaus              | Happy Trails                 | 9. Nov. 1998         | 19. Okt. 1999                         | Jonathan Pontell | David E. Kelley                                  |
| 31         | 8         | Schlammschlacht             | Just Looking                 | 16. Nov. 1998        | 26. Okt. 1999                         | Vincent Misiano  | David E. Kelley & Shelly Landau                  |
| 32         | 9         | Danke vielmals!             | You Never Can Tell           | 23. Nov. 1998        | 2. Nov. 1999                          | Adam Nimoy       | David E. Kelley                                  |
| 33         | 10        | Das letzte Einhorn          | Making Spirits Bright        | 14. Dez. 1998        | 9. Nov. 1999                          | Peter MacNicol   | David E. Kelley                                  |
| 34         | 11        | Traumtänzer                 | In Dreams                    | 11. Jan. 1999        | 16. Nov. 1999                         | Alex Graves      | David E. Kelley                                  |
| 35         | 12        | Wolke Sieben                | Love Unlimited               | 18. Jan. 1999        | 23. Nov. 1999                         | Dennie Gordon    | David E. Kelley                                  |
| 36         | 13        | Engel und Himmelsboote      | Angels and Blimps            | 8. Feb. 1999         | 30. Nov. 1999                         | Mel Damski       | David E. Kelley                                  |
| 37         | 14        | Liebe im Büro               | Pyramids on the Nile         | 15. Feb. 1999        | 7. Dez. 1999                          | Elodie Keane     | David E. Kelley                                  |
| 38         | 15        | Krieg und Frieden           | Sideshow                     | 22. Feb. 1999        | 14. Dez. 1999                         | Alex Graves      | David E. Kelley                                  |
| 39         | 16        | Sex, Lügen und Politik      | Sex, Lies and Politics       | 1. März 1999         | 21. Dez. 1999                         | Arlene Sanford   | David E. Kelley                                  |
| 40         | 17        | Eine schweißtreibende Sache | Civil War                    | 5. Apr. 1999         | 28. Dez. 1999                         | Billy Dickson    | David E. Kelley                                  |
| 41         | 18        | Fingerübungen               | Those Lips, That Hand        | 19. Apr. 1999        | 4. Jan. 2000                          | Arlene Sanford   | David E. Kelley                                  |
| 42         | 19        | Auf in den Tanz             | Let's Dance                  | 26. Apr. 1999        | 11. Jan. 2000                         | Ben Lewin        | David E. Kelley                                  |
| 43         | 20        | Ausgehen, aber richtig      | Only the Lonely              | 3. Mai 1999          | 18. Jan. 2000                         | Vincent Misiano  | David E. Kelley Idee: Andi Bushell & Jim Praytor |
| 44         | 21        | Flügelkämpfe                | The Green Monster            | 10. Mai 1999         | 25. Jan. 2000                         | Michael Schultz  | David E. Kelley                                  |
| 45         | 22        | Zur Sache, Schätzchen       | Love's Illusions             | 17. Mai 1999         | 1. Feb. 2000                          | Allan Arkush     | David E. Kelley                                  |
| 46         | 23        | Nicht von dieser Welt       | I Know Him By Heart          | 24. Mai 1999         | 8. Feb. 2000                          | Jonathan Pontell | David E. Kelley                                  |

## Staffel 3
| Nr. (ges.) | Nr. (St.) | Deutscher Titel               | Originaltitel                    | Erstausstrahlung USA | Deutschsprachige Erstausstrahlung (D) | Regie            | Drehbuch                                            |
| ---------- | --------- | ----------------------------- | -------------------------------- | -------------------- | ------------------------------------- | ---------------- | --------------------------------------------------- |
| 47         | 1         | Eine klatschnasse Affäre      | Car Wash                         | 25. Okt. 1999        | 5. Sep. 2000                          | Billy Dickson    | David E. Kelley                                     |
| 48         | 2         | Heisse Küsse, harte Schläge   | Buried Pleasures                 | 1. Nov. 1999         | 12. Sep. 2000                         | Mel Damski       | David E. Kelley                                     |
| 49         | 3         | Showtime                      | Seeing Green                     | 8. Nov. 1999         | 19. Sep. 2000                         | Peter MacNicol   | David E. Kelley                                     |
| 50         | 4         | Sex und Hopp                  | Heat Wave                        | 15. Nov. 1999        | 26. Sep. 2000                         | Alex Graves      | David E. Kelley                                     |
| 51         | 5         | Sturmfront                    | Troubled Water                   | 22. Nov. 1999        | 10. Okt. 2000                         | Joanna Kerns     | David E. Kelley                                     |
| 52         | 6         | Stunde der Wahrheit           | Changes                          | 29. Nov. 1999        | 17. Okt. 2000                         | Arlene Sanford   | David E. Kelley                                     |
| 53         | 7         | Ein dickes Ding               | Saving Santa                     | 13. Dez. 1999        | 24. Okt. 2000                         | Rachel Talalay   | David E. Kelley                                     |
| 54         | 8         | Ihr Kinderlein kommet         | Blue Christmas                   | 20. Dez. 1999        | 31. Okt. 2000                         | Jonathan Pontell | David E. Kelley                                     |
| 55         | 9         | Echte Kerle                   | Out in the Cold                  | 10. Jan. 2000        | 7. Nov. 2000                          | Dennie Gordon    | David E. Kelley Idee: David E. Kelley & Josh Caplan |
| 56         | 10        | Freunde, Feinde und Liebhaber | Just Friends                     | 17. Jan. 2000        | 14. Nov. 2000                         | Michael Schultz  | David E. Kelley                                     |
| 57         | 11        | Schwere Geschütze             | Over the Rainbow                 | 7. Feb. 2000         | 21. Nov. 2000                         | Alan Myerson     | David E. Kelley                                     |
| 58         | 12        | Zwergenaufstand               | In Search Of Pygmies             | 14. Feb. 2000        | 28. Nov. 2000                         | Arvin Brown      | David E. Kelley Idee: David E. Kelley & Josh Caplan |
| 59         | 13        | Kalter Kaffee                 | In Pursuit Of Loneliness         | 21. Feb. 2000        | 5. Dez. 2000                          | Jonathan Pontell | David E. Kelley                                     |
| 60         | 14        | Locker aus der Hüfte          | The Oddball Parade               | 28. Feb. 2000        | 12. Dez. 2000                         | Bryan Gordon     | David E. Kelley                                     |
| 61         | 15        | In gefährlicher Mission       | Prime Suspect                    | 20. März 2000        | 19. Dez. 2000                         | Rachel Talalay   | David E. Kelley                                     |
| 62         | 16        | Kurz und schmerzvoll          | Boy Next Door                    | 27. März 2000        | 2. Jan. 2001                          | Jack Bender      | David E. Kelley                                     |
| 63         | 17        | Beinfreiheit                  | I Will Survive                   | 17. Apr. 2000        | 9. Jan. 2001                          | Barnet Kellman   | David E. Kelley                                     |
| 64         | 18        | Eine Frage der Größe          | Turning Thirty                   | 1. Mai 2000          | 16. Jan. 2001                         | Jeannot Szwarc   | David E. Kelley & Jill Goldsmith                    |
| 65         | 19        | E-Mail für mich               | Do You Wanna Dance               | 8. Mai 2000          | 23. Jan. 2001                         | Michael Lange    | David E. Kelley                                     |
| 66         | 20        | Wölfin im Schafspelz          | Hope and Glory                   | 15. Mai 2000         | 30. Jan. 2001                         | Mel Damski       | David E. Kelley                                     |
| 67         | 21        | Not nach Noten                | Ally McBeal: The Musical, Almost | 22. Mai 2000         | 6. Feb. 2001                          | Bill D'Elia      | David E. Kelley                                     |

## Staffel 4
| Nr. (ges.) | Nr. (St.) | Deutscher Titel            | Originaltitel                  | Erstausstrahlung USA | Deutschsprachige Erstausstrahlung (D) | Regie           | Drehbuch                                                                                       |
| ---------- | --------- | -------------------------- | ------------------------------ | -------------------- | ------------------------------------- | --------------- | ---------------------------------------------------------------------------------------------- |
| 68         | 1         | Bodycheck                  | Sex, Lies and Second Thoughts  | 23. Okt. 2000        | 4. Sep. 2001                          | Bill D'Elia     | David E. Kelley                                                                                |
| 69         | 2         | Pyjama für sechs           | Girls Night Out                | 30. Okt. 2000        | 18. Sep. 2001                         | Jeannot Szwarc  | David E. Kelley                                                                                |
| 70         | 3         | Verliebte Jungs            | Two's a Crowd (1)              | 6. Nov. 2000         | 25. Sep. 2001                         | Rachel Talalay  | David E. Kelley                                                                                |
| 71         | 4         | Duo im Abseits             | Without a Net (2)              | 13. Nov. 2000        | 2. Okt. 2001                          | Mel Damski      | David E. Kelley                                                                                |
| 72         | 5         | Die letzte Jungfrau        | The Last Virgin                | 20. Nov. 2000        | 9. Okt. 2001                          | Bill D'Elia     | David E. Kelley                                                                                |
| 73         | 6         | Schrille Nacht             | 'Tis the Season                | 27. Nov. 2000        | 16. Okt. 2001                         | Arlene Sanford  | David E. Kelley                                                                                |
| 74         | 7         | Unterm Hammer              | Love on Holiday                | 4. Dez. 2000         | 23. Okt. 2001                         | Bethany Rooney  | David E. Kelley Idee: David E. Kelley, Alicia Martin & Barb Mackintosh                         |
| 75         | 8         | Die Lametta-Krise          | The Man with the Bag           | 11. Dez. 2000        | 30. Okt. 2001                         | Billy Dickson   | David E. Kelley                                                                                |
| 76         | 9         | Ticks und Tricks           | Reasons to Believe             | 8. Jan. 2001         | 6. Nov. 2001                          | Ron Lagomarsino | David E. Kelley                                                                                |
| 77         | 10        | Akte Ex                    | The Ex-Files                   | 15. Jan. 2001        | 13. Nov. 2001                         | Jack Bender     | David E. Kelley                                                                                |
| 78         | 11        | Im Schwitzkasten           | Mr. Bo                         | 22. Jan. 2001        | 20. Nov. 2001                         | Michael Schultz | David E. Kelley                                                                                |
| 79         | 12        | Damenwahl                  | Hats Off to Larry              | 5. Feb. 2001         | 27. Nov. 2001                         | Jeannot Szwarc  | David E. Kelley & Melissa Rosenberg Idee: David E. Kelley, Melissa Rosenberg & Barb Mackintosh |
| 80         | 13        | Kanzleikoller              | Reach Out And Touch            | 12. Feb. 2001        | 4. Dez. 2001                          | Kenny Ortega    | David E. Kelley                                                                                |
| 81         | 14        | Männerliebe                | Boys Town                      | 19. Feb. 2001        | 11. Dez. 2001                         | David Grossman  | David E. Kelley                                                                                |
| 82         | 15        | Knall auf Fall             | Falling Up                     | 26. Feb. 2001        | 18. Dez. 2001                         | Oz Scott        | David E. Kelley                                                                                |
| 83         | 16        | Tapetenwechsel             | The Getaway                    | 19. März 2001        | 8. Jan. 2002                          | Bill D'Elia     | David E. Kelley                                                                                |
| 84         | 17        | Wunschlos unglücklich      | The Pursuit of Unhappiness     | 26. März 2001        | 15. Jan. 2002                         | Kenny Ortega    | David E. Kelley Idee: David E. Kelley, Kerry Lenhart & John J. Sakmar                          |
| 85         | 18        | Kleinkram                  | The Obstacle Course            | 16. Apr. 2001        | 22. Jan. 2002                         | Joanna Kerns    | David E. Kelley & Kayla Alpert                                                                 |
| 86         | 19        | Barry…verzweifelt gesucht! | In Search of Barry White       | 23. Apr. 2001        | 29. Jan. 2002                         | Adam Arkin      | David E. Kelley                                                                                |
| 87         | 20        | Geburtstagsblues           | Cloudy Skies, Chance of Parade | 30. Apr. 2001        | 5. Feb. 2002                          | Billy Dickson   | David E. Kelley                                                                                |
| 88         | 21        | Das Summen der Drohnen     | Queen Bee                      | 7. Mai 2001          | 12. Feb. 2002                         | Bethany Rooney  | David E. Kelley                                                                                |
| 89         | 22        | Ring frei                  | Home Again                     | 14. Mai 2001         | 19. Feb. 2002                         | Michael Schultz | David E. Kelley                                                                                |
| 90         | 23        | Solo für Ally              | The Wedding                    | 21. Mai 2001         | 26. Feb. 2002                         | Bill D'Elia     | David E. Kelley                                                                                |

## Staffel 5
| Nr. (ges.) | Nr. (St.) | Deutscher Titel           | Originaltitel                     | Erstausstrahlung USA | Deutschsprachige Erstausstrahlung (D) | Regie                           | Drehbuch                                                                                    |
| ---------- | --------- | ------------------------- | --------------------------------- | -------------------- | ------------------------------------- | ------------------------------- | ------------------------------------------------------------------------------------------- |
| 91         | 1         | Eine Ally zu viel         | Friends and Lovers                | 29. Okt. 2001        | 29. Okt. 2002                         | Bill D'Elia                     | David E. Kelley                                                                             |
| 92         | 2         | Kurzer Prozess            | Judge Ling                        | 5. Nov. 2001         | 5. Nov. 2002                          | Oz Scott                        | David E. Kelley                                                                             |
| 93         | 3         | Die drei Muskeltiere      | Neutral Corners                   | 12. Nov. 2001        | 12. Nov. 2002                         | Arvin Brown                     | David E. Kelley                                                                             |
| 94         | 4         | Auf Tauchstation          | Fear of Flirting                  | 19. Nov. 2001        | 19. Nov. 2002                         | Greg Germann                    | David E. Kelley, Constance M. Burge & Roberto Benabib                                       |
| 95         | 5         | Junges Gemüse             | I Want Love                       | 26. Nov. 2001        | 26. Nov. 2002                         | Michael Schultz                 | David E. Kelley                                                                             |
| 96         | 6         | Ab auf die Couch          | Lost and Found                    | 3. Dez. 2001         | 3. Dez. 2002                          | Mel Damski                      | David E. Kelley Idee: David E. Kelley & Peter Blake                                         |
| 97         | 7         | Oh Gott, Herr Pfarrer     | Nine One One                      | 10. Dez. 2001        | 10. Dez. 2002                         | Billy Dickson                   | David E. Kelley                                                                             |
| 98         | 8         | Kuppelversuche            | Playing with Matches              | 7. Jan. 2002         | 17. Dez. 2002                         | David Semel                     | David E. Kelley Idee: David E. Kelley, Constance M. Burge & Roberto Benabib                 |
| 99         | 9         | Hausaufgaben              | Blowin' in the Wind               | 14. Jan. 2002        | 7. Jan. 2003                          | Rachel Talalay                  | Constance M. Burge, Roberto Benabib & Cindy Lichtman                                        |
| 100        | 10        | Sturzflug                 | One Hundred Tears                 | 21. Jan. 2002        | 14. Jan. 2003                         | Bill D'Elia                     | David E. Kelley                                                                             |
| 101        | 11        | Kinderüberraschung        | A Kick in the Head                | 4. Feb. 2002         | 21. Jan. 2003                         | David Grossman & Jeannot Szwarc | David E. Kelley                                                                             |
| 102        | 12        | Chef-Sache                | The New Day                       | 11. Feb. 2002        | 28. Jan. 2003                         | Bethany Rooney                  | David E. Kelley                                                                             |
| 103        | 13        | Wenn Köpfe rollen         | Woman                             | 18. Feb. 2002        | 4. Feb. 2003                          | Jeannot Szwarc                  | David E. Kelley                                                                             |
| 104        | 14        | Gute Gene, schlechte Gene | Homecoming                        | 25. Feb. 2002        | 11. Feb. 2003                         | Billy Dickson                   | David E. Kelley Idee: David E. Kelley, Constance M. Burge & Roberto Benabib                 |
| 105        | 15        | Herzschmerz               | Heart and Soul                    | 4. März 2002         | 18. Feb. 2003                         | Steve Gomer                     | David E. Kelley                                                                             |
| 106        | 16        | Luft und Liebe (1)        | Love Is All Around (1)            | 15. Apr. 2002        | 25. Feb. 2003                         | Arlene Sanford                  | David E. Kelley Idee: David E. Kelley, Constance M. Burge, Roberto Benabib & Cindy Lichtman |
| 107        | 17        | Luft und Liebe (2)        | Love Is All Around (2)            | 15. Apr. 2002        | 4. März 2003                          | Arlene Sanford                  | David E. Kelley Idee: David E. Kelley, Constance M. Burge, Roberto Benabib & Cindy Lichtman |
| 108        | 18        | Viva La Diva              | Tom Dooley                        | 22. Apr. 2002        | 11. März 2003                         | Sarah Pia Anderson              | David E. Kelley                                                                             |
| 109        | 19        | Der letzte Akt            | Another One Bites The Dust        | 29. Apr. 2002        | 18. März 2003                         | Kenny Ortega                    | David E. Kelley Idee: David E. Kelley, Constance M. Burge & Roberto Benabib                 |
| 110        | 20        | Auf Schürzenjagd          | What I'll Never Do for Love Again | 6. Mai 2002          | 25. März 2003                         | Billy Dickson                   | David E. Kelley                                                                             |
| 111        | 21        | Durchgeknallt             | All of Me                         | 13. Mai 2002         | 1. Apr. 2003                          | Bethany Rooney                  | David E. Kelley & Peter MacNicol                                                            |
| 112        | 22        | Goodbye Ally              | Bygones is Bygones                | 20. Mai 2002         | 8. Apr. 2003                          | Bill D'Elia                     | David E. Kelley                                                                             |